# Edificio del Banco de España (Albacete)
El edificio del Banco de España es un edificio histórico de estilo neoclásico del primer tercio del siglo XX proyectado por el arquitecto Romualdo de Madariaga en la ciudad española de Albacete. Fue sede del Banco de España, el banco central del país, en la capital entre 1936 y 2003.

## Historia
El edificio fue proyectado en 1933 en la histórica plaza del Altozano de la capital albaceteña, en pleno centro, por el arquitecto del Banco de España, Romualdo de Madariaga, siendo inaugurado como sede de la sucursal del Banco de España, el banco central del país, en Albacete en 1936. Prestó servicio hasta el 31 de diciembre de 2003. La sucursal del Banco de España en Albacete inició sus operaciones el 3 de mayo de 1887 y tuvo dos sedes anteriores. 

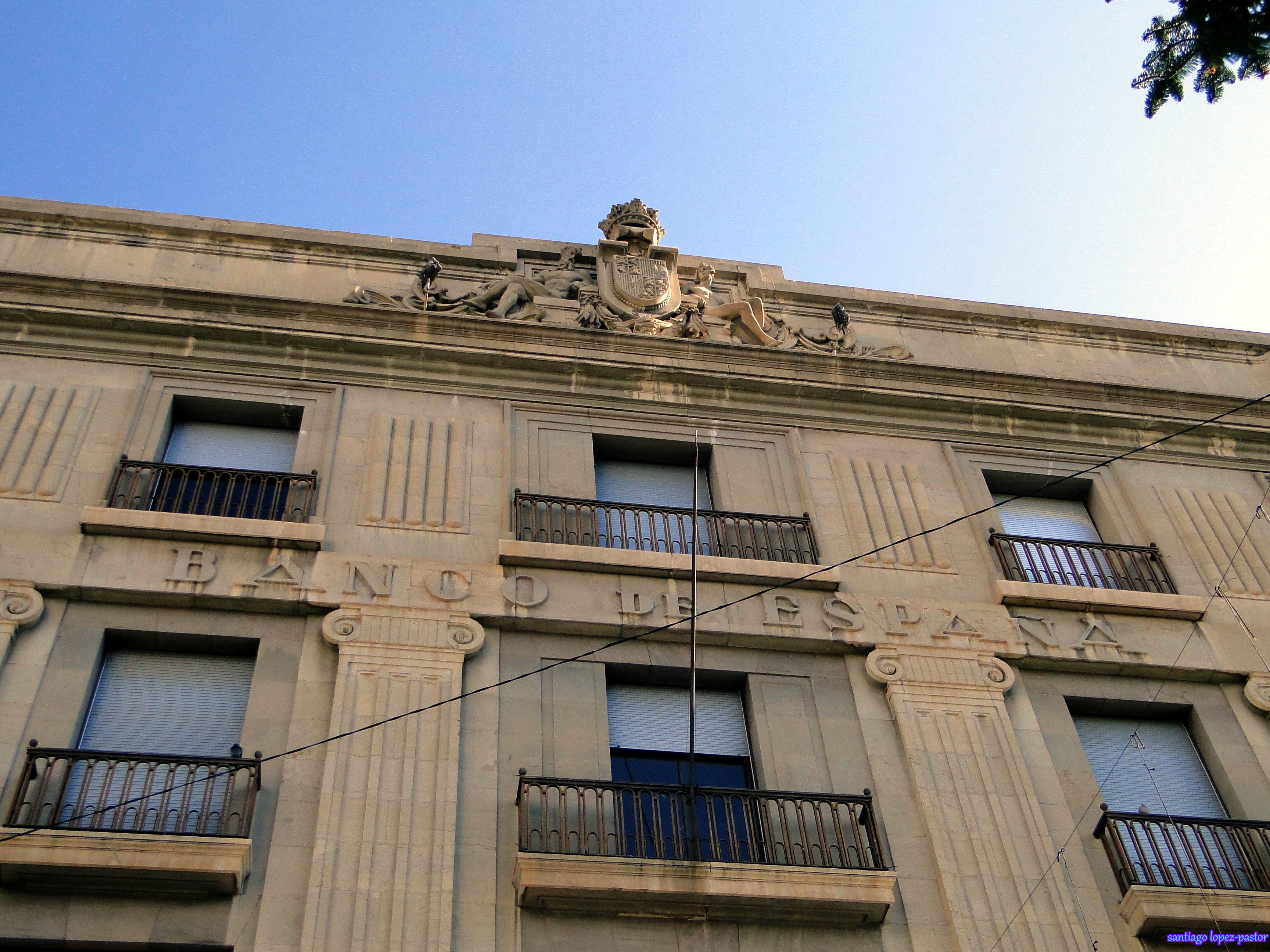
Detalle de la fachada

En 2009 el Ministerio de Cultura anunció que el edificio iba a albergar el Museo Nacional de las Artes Circenses de España. El edificio fue adquirido en 2023 por el Ayuntamiento de Albacete a la Sociedad Mercantil Estatal de Gestión Inmobiliaria de Patrimonio (Segipsa), entidad pública dependiente del Ministerio de Hacienda, por 2,8 millones de euros tras declararse su compra de interés social con el objeto de dar un uso cultural emblemático al monumental inmueble ubicado en el centro histórico de la capital.
El 3 de abril de 2023 se presentó el proyecto del Museo de Arte de Albacete que se ubicará en el inmueble, el cual contará con una exposición permanente de Antonio López.

## Características
El edificio, de estilo neoclásico, posee una fachada con elementos como pilastras de orden jónico. Está presidido por el escudo de los Reyes Católicos soportado por unos atlantes. Las diferentes esculturas de la fachada son obra de Ángel García, escultor del Banco de España.
Está situado en la plaza del Altozano, en pleno centro histórico de la capital. Con más de 4000 metros cuadrados, tiene cinco plantas: sótano, planta de acceso, entreplanta y dos plantas superiores. El edificio tiene fachada en las calles Martínez Villena, frente a los jardines del Altozano, e Isaac Peral, frente al Teatro Circo de Albacete, con acceso desde ambas, siendo su entrada principal desde la calle Martínez Villena.